# 竹野郡 (京都府)
- 令制国一覧 > 山陰道 > 丹後国 > 竹野郡
- 日本 > 近畿地方 > 京都府 > 竹野郡

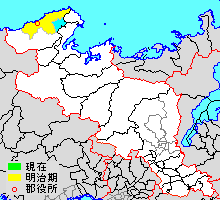
京都府竹野郡の位置（水色：後に他郡から編入した地域）

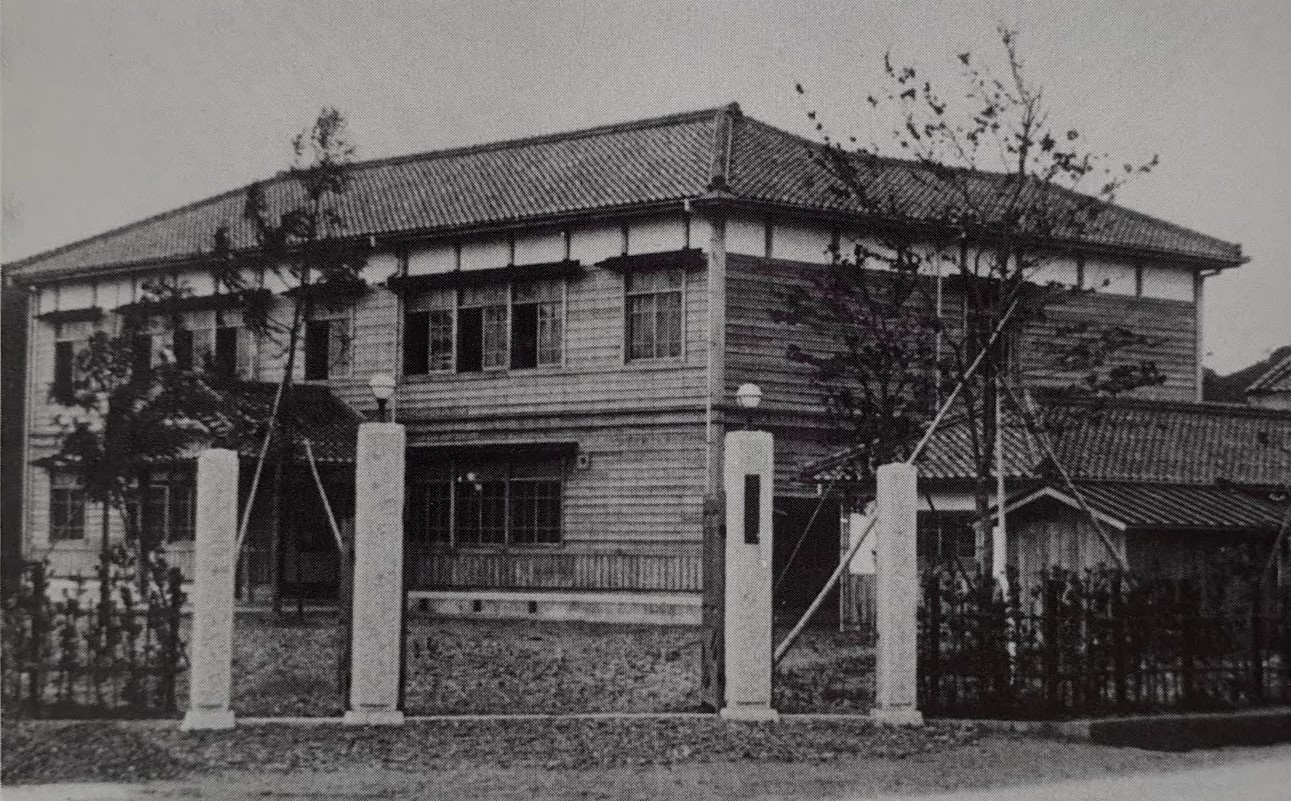
竹野郡役所

竹野郡（たけのぐん）は、京都府（丹後国）にあった郡。

## 郡域
1879年（明治12年）に行政区画として発足した当時の郡域は、京丹後市のうち、下記の区域にあたる。
- 網野町各町
- 丹後町各町（丹後町大石を除く[注釈 1]）
- 弥栄町各町（弥栄町須川・弥栄町野中を除く[注釈 2]）

## 歴史
古くは「たかのぐん」と呼ばれた。

### 古代

#### 郷
『和名類聚抄』に記される郡内の郷。
- 木津郷
- 納野郷（網野郷）
- 鳥取郷
- 小野郷
- 間人郷
- 竹野郷

#### 式内社
『延喜式』神名帳に記される郡内の式内社。
| 神名帳                       | 神名帳              | 神名帳 | 神名帳         | 比定社                     | 比定社                       | 比定社       | 集成 |
| 社名                         | 読み                | 格     | 付記           | 社名                       | 所在地                       | 備考         | 集成 |
| ---------------------------- | ------------------- | ------ | -------------- | -------------------------- | ---------------------------- | ------------ | ---- |
| 竹野郡 14座（大1座・小13座） |                     |        |                |                            |                              |              |      |
| 大宇加神社                   | オホウカノ          | 小     |                | 大宇賀神社                 | 京都府京丹後市網野町郷       |              |      |
| 奈具神社                     | ナクノ              | 小     |                | 奈具神社                   | 京都府京丹後市弥栄町船木奈具 |              |      |
| 溝谷神社                     | ミソタニノ          | 小     |                | 溝谷神社                   | 京都府京丹後市弥栄町溝谷     |              |      |
| 久尓原神社                   | クニハラノ          | 小     |                | 国原神社                   | 京都府京丹後市弥栄町国久     |              |      |
| 網野神社                     | アミノノ            | 小     |                | 網野神社                   | 京都府京丹後市網野町網野     |              |      |
| 依遅神社                     | エチノ              | 小     |                | 依遅神社                   | 京都府京丹後市丹後町遠下     |              |      |
| 大野神社                     | オホノノ            | 小     |                | （論）大野神社             | 京都府京丹後市丹後町中浜     |              |      |
| 大野神社                     | オホノノ            | 小     | （論）大野神社 | 京都府京丹後市大宮町口大野 |                              |              |      |
| 竹野神社                     | タカノノ            | 大     |                | 竹野神社                   | 京都府京丹後市丹後町宮       |              |      |
| 生王部神社                   | イクワウヘノ ニフヘ | 小     |                | 生王部神社                 | 京都府京丹後市網野町生之内下 |              |      |
| 志布比神社                   | シフヒノ            | 小     |                | （論）志布比神社           | 京都府京丹後市網野町浜詰     |              |      |
| 志布比神社                   | シフヒノ            | 小     | （論）塩干神社 | 京都府京丹後市丹後町大山   |                              |              |      |
| 深田部神社                   | フカタヘノ          | 小     |                | 深田部神社                 | 京都府京丹後市弥栄町黒部     |              |      |
| 床尾神社                     | ユカヲノ トコ-      | 小     |                | 床尾神社                   | 京都府京丹後市網野町島津     | 春日神社摂社 |      |
| 発枳神社                     | カラタチ ハチキ     | 小     |                | 橘枳神社                   | 京都府京丹後市峰山町橋木     |              |      |
| 売布神社                     | ヒメフノ メフ       | 小     |                | 売布神社                   | 京都府京丹後市網野町木津     |              |      |
| 凡例を表示                   |                     |        |                |                            |                              |              |      |

### 近世以降の沿革
- 「旧高旧領取調帳」に記載されている明治初年時点での支配は以下の通り。幕府領は久美浜代官所が管轄。（75村）

| 知行         | 知行           | 村数 | 村名 |
| ------------ | -------------- | ---- | --- |
| 幕府領       | 幕府領         | 47村 | 切畑村、上野村（現・京丹後市網野町木津）、溝野村、俵野村、吉沢村、芋野村、堤村、船木村、公庄村、高橋村、黒部村、鳥取村、国久村、小田村、是安村、相川谷村、吉永村、西谷村、内垣村、力石村、神主村、一段村、矢畑村、宮村、間人村、大山村、竹野村、筆石村、此代村、平村、中野村、遠下村、鞍内村、小脇村、竹久僧村、三山村、畑村、井上村、上野村、谷内村、上山村、久僧村、中浜村、尾和村、袖志村、車野村、井谷村 |
| 藩領         | 丹後宮津藩     | 27村 | 生野内村、郷村、新庄村、岡田村、中館村、日和田村、和田上野村、木橋村、和田野村、溝谷村、外村、等楽寺村、下岡村、網野村、浅茂川村、小浜村、掛津村、島溝川村、仲禅寺村、井辺村、尾坂村、三津村、徳光村、三宅村、成願寺村、願興寺村、岩木村 |
| 幕府領・藩領 | 幕府領・宮津藩 | 1村  | 浜詰村、磯村、塩江村 |

- 慶応4年
  - 4月19日（1868年5月21日） - 幕府領が府中裁判所の管轄となる。
  - 閏4月28日（1868年6月18日） - 府中裁判所の管轄地域が久美浜県の管轄となる。
- 明治4年
  - 7月14日（1871年8月29日） - 廃藩置県により、藩領が宮津県の管轄となる。
  - 11月2日（1871年12月13日） - 第1次府県統合により、全域が豊岡県の管轄となる。
- 明治9年（1876年）
  - 8月21日 - 第2次府県統合により京都府の管轄となる。
  - 西谷村・内垣村が吉永村に、車野村が上野村に、外村が溝谷村に、願興寺村が宮村にそれぞれ合併。（70村）
- 明治12年（1879年）4月10日 - 郡区町村編制法の京都府での施行により、行政区画としての竹野郡が発足。郡役所が網野村に設置。
- 明治14年（1881年） - 上野村・岡田村・中館村・和田上野村が合併して木津村となる。（67村）
- 明治20年（1887年） - 井上村が平村に合併。（66村）
- 明治20年（1887年） - 浜詰村の枝郷であった磯村・塩江村が浜詰村に合併。（66村）

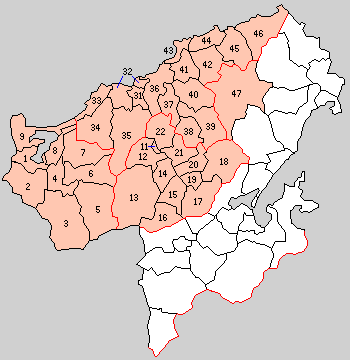
31.網野村 32.浅茂川村 33.浜詰村 34.木津村 35.郷村 36.島津村 37.鳥取村 38.吉野村 39.溝谷村 40.深田村 41.徳光村 42.八木村 43.間人村 44.竹野村 45.上宇川村 46.下宇川村 47.野間村（橙：京丹後市 1 - 9は熊野郡 11 - 22は中郡）

- 明治22年（1889年）4月1日 - 町村制の施行により、下記の町村が発足。全域が現・京丹後市。（16村）
  - 網野村（単独村制）
  - 浅茂川村 ← 浅茂川村、下岡村、小浜村
  - 浜詰村（単独村制）
  - 木津村 ← 木津村、俵野村、日和田村、溝野村
  - 郷村 ← 切畑村、郷村、生野内村、公庄村、高橋村、新庄村
  - 島津村 ← 島溝川村、仲禅寺村、三津村、掛津村、尾坂村
  - 鳥取村 ← 和田野村、木橋村、鳥取村
  - 吉野村 ← 吉沢村、芋野村、堤村
  - 溝谷村 ← 溝谷村、等楽寺村
  - 深田村 ← 黒部村、船木村、国久村、井辺村、小田村
  - 徳光村 ← 三宅村、成願寺村、大山村、徳光村
  - 八木村 ← 一段村、力石村、神主村、岩木村、矢畑村、是安村、吉永村、相川谷村
  - 間人村（単独村制）
  - 竹野村 ← 竹野村、筆石村、宮村、此代村
  - 上宇川村 ← 平村、中野村、遠下村、鞍内村、井谷村、三山村、竹久僧村、小脇村、畑村
  - 下宇川村 ← 中浜村、久僧村、谷内村、上野村、上山村、尾和村、袖志村
- 明治32年（1899年）
  - 7月1日 - 郡制を施行。
  - 7月28日 - 八木村が与謝郡野間村の一部（大字野中の一部[注釈 10]）を編入。編入した地域は大字大石となる。
- 明治33年（1900年）5月1日 - 網野村が町制施行して網野町となる。（1町15村）
- 明治37年（1904年）1月1日 - 網野町・浅茂川村が合併し、改めて網野町が発足。（1町14村）
- 大正10年（1921年）1月1日 - 間人村が町制施行して間人町となる。（2町13村）
- 大正12年（1923年）4月1日 - 郡会が廃止。郡役所は存続。
- 大正14年（1925年）12月1日 - 徳光村・八木村が合併して豊栄村が発足。（2町12村）
- 大正15年（1926年）7月1日 - 郡役所が廃止。以降は地域区分名称となる。
- 昭和8年（1933年）2月1日 - 溝谷村・吉野村・鳥取村・深田村が合併して弥栄村が発足。（2町9村）
- 昭和23年（1948年）4月1日 - 与謝郡野間村の所属郡が本郡に変更。（2町10村）
- 昭和25年（1950年）4月1日 - 網野町・浜詰村・木津村・郷村・島津村が合併し、改めて網野町が発足。（2町6村）
- 昭和30年（1955年）
  - 2月1日 - 間人町・豊栄村・竹野村・上宇川村・下宇川村が合併して丹後町が発足。（2町2村）
  - 3月1日 - 弥栄村・野間村が合併して弥栄町が発足。（3町）
- 平成16年（2004年）4月1日 - 網野町・丹後町・弥栄町が中郡峰山町・大宮町・熊野郡久美浜町と合併して京丹後市が発足。同日竹野郡消滅。

### 変遷表
| 明治以前      | 明治以前     | 明治初年 - 明治22年 | 明治22年 4月1日 町村制施行 | 明治22年 - 明治33年          | 明治34年 - 大正15年        | 昭和元年 - 昭和29年            | 昭和30年 - 昭和64年   | 平成元年 - 現在         | 現在     |
| ------------- | ------------ | ------------------- | -------------------------- | ---------------------------- | -------------------------- | ------------------------------ | --------------------- | ----------------------- | -------- |
| 網野村        | 網野村       | 網野村              | 網野村                     | 明治33年5月1日 町制 網野町   | 明治37年1月1日 網野町      | 昭和25年4月1日 網野町          | 網野町                | 平成16年4月1日 京丹後市 | 京丹後市 |
| 浅茂川村      | 浅茂川村     | 浅茂川村            | 浅茂川村                   | 浅茂川村                     | 明治37年1月1日 網野町      | 昭和25年4月1日 網野町          | 網野町                | 平成16年4月1日 京丹後市 | 京丹後市 |
| 下岡村        | 下岡村       | 下岡村              | 浅茂川村                   | 浅茂川村                     | 明治37年1月1日 網野町      | 昭和25年4月1日 網野町          | 網野町                | 平成16年4月1日 京丹後市 | 京丹後市 |
| 小浜村        | 小浜村       | 小浜村              | 浅茂川村                   | 浅茂川村                     | 明治37年1月1日 網野町      | 昭和25年4月1日 網野町          | 網野町                | 平成16年4月1日 京丹後市 | 京丹後市 |
| 浜詰村        | 浜詰村       | 明治21年 浜詰村     | 浜詰村                     | 浜詰村                       | 浜詰村                     | 昭和25年4月1日 網野町          | 網野町                | 平成16年4月1日 京丹後市 | 京丹後市 |
| 磯村          |              | 明治21年 浜詰村     | 浜詰村                     | 浜詰村                       | 浜詰村                     | 昭和25年4月1日 網野町          | 網野町                | 平成16年4月1日 京丹後市 | 京丹後市 |
| 塩江村        |              | 明治21年 浜詰村     | 浜詰村                     | 浜詰村                       | 浜詰村                     | 昭和25年4月1日 網野町          | 網野町                | 平成16年4月1日 京丹後市 | 京丹後市 |
| 上野村        | 上野村       | 明治14年 木津村     | 木津村                     | 木津村                       | 木津村                     | 昭和25年4月1日 網野町          | 網野町                | 平成16年4月1日 京丹後市 | 京丹後市 |
| 岡田村        |              | 明治14年 木津村     | 木津村                     | 木津村                       | 木津村                     | 昭和25年4月1日 網野町          | 網野町                | 平成16年4月1日 京丹後市 | 京丹後市 |
| 中館村        |              | 明治14年 木津村     | 木津村                     | 木津村                       | 木津村                     | 昭和25年4月1日 網野町          | 網野町                | 平成16年4月1日 京丹後市 | 京丹後市 |
| 和田上野村    |              | 明治14年 木津村     | 木津村                     | 木津村                       | 木津村                     | 昭和25年4月1日 網野町          | 網野町                | 平成16年4月1日 京丹後市 | 京丹後市 |
| 俵野村        | 俵野村       | 俵野村              | 木津村                     | 木津村                       | 木津村                     | 昭和25年4月1日 網野町          | 網野町                | 平成16年4月1日 京丹後市 | 京丹後市 |
| 日和田村      | 日和田村     | 日和田村            | 木津村                     | 木津村                       | 木津村                     | 昭和25年4月1日 網野町          | 網野町                | 平成16年4月1日 京丹後市 | 京丹後市 |
| 溝野村        | 溝野村       | 溝野村              | 木津村                     | 木津村                       | 木津村                     | 昭和25年4月1日 網野町          | 網野町                | 平成16年4月1日 京丹後市 | 京丹後市 |
| 切畑村        | 切畑村       | 切畑村              | 郷村                       | 郷村                         | 郷村                       | 昭和25年4月1日 網野町          | 網野町                | 平成16年4月1日 京丹後市 | 京丹後市 |
| 郷村          | 郷村         | 郷村                | 郷村                       | 郷村                         | 郷村                       | 昭和25年4月1日 網野町          | 網野町                | 平成16年4月1日 京丹後市 | 京丹後市 |
| 生野内村      | 生野内村     | 生野内村            | 郷村                       | 郷村                         | 郷村                       | 昭和25年4月1日 網野町          | 網野町                | 平成16年4月1日 京丹後市 | 京丹後市 |
| 公庄村        | 公庄村       | 公庄村              | 郷村                       | 郷村                         | 郷村                       | 昭和25年4月1日 網野町          | 網野町                | 平成16年4月1日 京丹後市 | 京丹後市 |
| 高橋村        | 高橋村       | 高橋村              | 郷村                       | 郷村                         | 郷村                       | 昭和25年4月1日 網野町          | 網野町                | 平成16年4月1日 京丹後市 | 京丹後市 |
| 新庄村        | 新庄村       | 新庄村              | 郷村                       | 郷村                         | 郷村                       | 昭和25年4月1日 網野町          | 網野町                | 平成16年4月1日 京丹後市 | 京丹後市 |
| 島溝川村      | 島溝川村     | 島溝川村            | 島津村                     | 島津村                       | 島津村                     | 昭和25年4月1日 網野町          | 網野町                | 平成16年4月1日 京丹後市 | 京丹後市 |
| 仲禅寺村      | 仲禅寺村     | 仲禅寺村            | 島津村                     | 島津村                       | 島津村                     | 昭和25年4月1日 網野町          | 網野町                | 平成16年4月1日 京丹後市 | 京丹後市 |
| 三津村        | 三津村       | 三津村              | 島津村                     | 島津村                       | 島津村                     | 昭和25年4月1日 網野町          | 網野町                | 平成16年4月1日 京丹後市 | 京丹後市 |
| 掛津村        | 掛津村       | 掛津村              | 島津村                     | 島津村                       | 島津村                     | 昭和25年4月1日 網野町          | 網野町                | 平成16年4月1日 京丹後市 | 京丹後市 |
| 尾坂村        | 尾坂村       | 尾坂村              | 島津村                     | 島津村                       | 島津村                     | 昭和25年4月1日 網野町          | 網野町                | 平成16年4月1日 京丹後市 | 京丹後市 |
| 溝谷村        | 溝谷村       | 明治9年 溝谷村      | 溝谷村                     | 溝谷村                       | 溝谷村                     | 昭和8年2月1日 弥栄村           | 昭和30年3月1日 弥栄町 | 平成16年4月1日 京丹後市 | 京丹後市 |
| 外村          |              | 明治9年 溝谷村      | 溝谷村                     | 溝谷村                       | 溝谷村                     | 昭和8年2月1日 弥栄村           | 昭和30年3月1日 弥栄町 | 平成16年4月1日 京丹後市 | 京丹後市 |
| 等楽寺村      | 等楽寺村     | 等楽寺村            | 溝谷村                     | 溝谷村                       | 溝谷村                     | 昭和8年2月1日 弥栄村           | 昭和30年3月1日 弥栄町 | 平成16年4月1日 京丹後市 | 京丹後市 |
| 吉沢村        | 吉沢村       | 吉沢村              | 吉野村                     | 吉野村                       | 吉野村                     | 昭和8年2月1日 弥栄村           | 昭和30年3月1日 弥栄町 | 平成16年4月1日 京丹後市 | 京丹後市 |
| 芋野村        | 芋野村       | 芋野村              | 吉野村                     | 吉野村                       | 吉野村                     | 昭和8年2月1日 弥栄村           | 昭和30年3月1日 弥栄町 | 平成16年4月1日 京丹後市 | 京丹後市 |
| 堤村          | 堤村         | 堤村                | 吉野村                     | 吉野村                       | 吉野村                     | 昭和8年2月1日 弥栄村           | 昭和30年3月1日 弥栄町 | 平成16年4月1日 京丹後市 | 京丹後市 |
| 鳥取村        | 鳥取村       | 鳥取村              | 鳥取村                     | 鳥取村                       | 鳥取村                     | 昭和8年2月1日 弥栄村           | 昭和30年3月1日 弥栄町 | 平成16年4月1日 京丹後市 | 京丹後市 |
| 和田野村      | 和田野村     | 和田野村            | 鳥取村                     | 鳥取村                       | 鳥取村                     | 昭和8年2月1日 弥栄村           | 昭和30年3月1日 弥栄町 | 平成16年4月1日 京丹後市 | 京丹後市 |
| 木橋村        | 木橋村       | 木橋村              | 鳥取村                     | 鳥取村                       | 鳥取村                     | 昭和8年2月1日 弥栄村           | 昭和30年3月1日 弥栄町 | 平成16年4月1日 京丹後市 | 京丹後市 |
| 黒部村        | 黒部村       | 黒部村              | 深田村                     | 深田村                       | 深田村                     | 昭和8年2月1日 弥栄村           | 昭和30年3月1日 弥栄町 | 平成16年4月1日 京丹後市 | 京丹後市 |
| 船木村        | 船木村       | 船木村              | 深田村                     | 深田村                       | 深田村                     | 昭和8年2月1日 弥栄村           | 昭和30年3月1日 弥栄町 | 平成16年4月1日 京丹後市 | 京丹後市 |
| 国久村        | 国久村       | 国久村              | 深田村                     | 深田村                       | 深田村                     | 昭和8年2月1日 弥栄村           | 昭和30年3月1日 弥栄町 | 平成16年4月1日 京丹後市 | 京丹後市 |
| 井辺村        | 井辺村       | 井辺村              | 深田村                     | 深田村                       | 深田村                     | 昭和8年2月1日 弥栄村           | 昭和30年3月1日 弥栄町 | 平成16年4月1日 京丹後市 | 京丹後市 |
| 小田村        | 小田村       | 小田村              | 深田村                     | 深田村                       | 深田村                     | 昭和8年2月1日 弥栄村           | 昭和30年3月1日 弥栄町 | 平成16年4月1日 京丹後市 | 京丹後市 |
| 与謝郡須川村  | 与謝郡須川村 | 与謝郡須川村        | 与謝郡 野間村              | 与謝郡野間村                 | 与謝郡野間村               | 昭和23年4月1日 所属変更 竹野郡 | 昭和30年3月1日 弥栄町 | 平成16年4月1日 京丹後市 | 京丹後市 |
| 与謝郡 野中村 | 一部を除く   | 与謝郡野中村        | 与謝郡 野間村              | 与謝郡野間村                 | 与謝郡野間村               | 昭和23年4月1日 所属変更 竹野郡 | 昭和30年3月1日 弥栄町 | 平成16年4月1日 京丹後市 | 京丹後市 |
| 与謝郡 野中村 | 一部         | 与謝郡野中村        | 与謝郡 野間村              | 明治32年7月28日 八木村に編入 | 大正14年12月1日 豊栄村     | 豊栄村                         | 昭和30年2月1日 丹後町 | 平成16年4月1日 京丹後市 | 京丹後市 |
| 吉永村        | 吉永村       | 明治9年 吉永村      | 八木村                     | 八木村                       | 大正14年12月1日 豊栄村     | 豊栄村                         | 昭和30年2月1日 丹後町 | 平成16年4月1日 京丹後市 | 京丹後市 |
| 西谷村        |              | 明治9年 吉永村      | 八木村                     | 八木村                       | 大正14年12月1日 豊栄村     | 豊栄村                         | 昭和30年2月1日 丹後町 | 平成16年4月1日 京丹後市 | 京丹後市 |
| 内垣村        |              | 明治9年 吉永村      | 八木村                     | 八木村                       | 大正14年12月1日 豊栄村     | 豊栄村                         | 昭和30年2月1日 丹後町 | 平成16年4月1日 京丹後市 | 京丹後市 |
| 一段村        | 一段村       | 一段村              | 八木村                     | 八木村                       | 大正14年12月1日 豊栄村     | 豊栄村                         | 昭和30年2月1日 丹後町 | 平成16年4月1日 京丹後市 | 京丹後市 |
| 力石村        | 力石村       | 力石村              | 八木村                     | 八木村                       | 大正14年12月1日 豊栄村     | 豊栄村                         | 昭和30年2月1日 丹後町 | 平成16年4月1日 京丹後市 | 京丹後市 |
| 神主村        | 神主村       | 神主村              | 八木村                     | 八木村                       | 大正14年12月1日 豊栄村     | 豊栄村                         | 昭和30年2月1日 丹後町 | 平成16年4月1日 京丹後市 | 京丹後市 |
| 相川谷村      | 相川谷村     | 相川谷村            | 八木村                     | 八木村                       | 大正14年12月1日 豊栄村     | 豊栄村                         | 昭和30年2月1日 丹後町 | 平成16年4月1日 京丹後市 | 京丹後市 |
| 岩木村        | 岩木村       | 岩木村              | 八木村                     | 八木村                       | 大正14年12月1日 豊栄村     | 豊栄村                         | 昭和30年2月1日 丹後町 | 平成16年4月1日 京丹後市 | 京丹後市 |
| 矢畑村        | 矢畑村       | 矢畑村              | 八木村                     | 八木村                       | 大正14年12月1日 豊栄村     | 豊栄村                         | 昭和30年2月1日 丹後町 | 平成16年4月1日 京丹後市 | 京丹後市 |
| 是安村        | 是安村       | 是安村              | 八木村                     | 八木村                       | 大正14年12月1日 豊栄村     | 豊栄村                         | 昭和30年2月1日 丹後町 | 平成16年4月1日 京丹後市 | 京丹後市 |
| 徳光村        | 徳光村       | 徳光村              | 徳光村                     | 徳光村                       | 大正14年12月1日 豊栄村     | 豊栄村                         | 昭和30年2月1日 丹後町 | 平成16年4月1日 京丹後市 | 京丹後市 |
| 三宅村        | 三宅村       | 三宅村              | 徳光村                     | 徳光村                       | 大正14年12月1日 豊栄村     | 豊栄村                         | 昭和30年2月1日 丹後町 | 平成16年4月1日 京丹後市 | 京丹後市 |
| 成願寺村      | 成願寺村     | 成願寺村            | 徳光村                     | 徳光村                       | 大正14年12月1日 豊栄村     | 豊栄村                         | 昭和30年2月1日 丹後町 | 平成16年4月1日 京丹後市 | 京丹後市 |
| 大山村        | 大山村       | 大山村              | 徳光村                     | 徳光村                       | 大正14年12月1日 豊栄村     | 豊栄村                         | 昭和30年2月1日 丹後町 | 平成16年4月1日 京丹後市 | 京丹後市 |
| 間人村        | 間人村       | 間人村              | 間人村                     | 間人村                       | 大正10年1月1日 町制 間人町 | 間人町                         | 昭和30年2月1日 丹後町 | 平成16年4月1日 京丹後市 | 京丹後市 |
| 竹野村        | 竹野村       | 竹野村              | 竹野村                     | 竹野村                       | 竹野村                     | 竹野村                         | 昭和30年2月1日 丹後町 | 平成16年4月1日 京丹後市 | 京丹後市 |
| 筆石村        | 筆石村       | 筆石村              | 竹野村                     | 竹野村                       | 竹野村                     | 竹野村                         | 昭和30年2月1日 丹後町 | 平成16年4月1日 京丹後市 | 京丹後市 |
| 此代村        | 此代村       | 此代村              | 竹野村                     | 竹野村                       | 竹野村                     | 竹野村                         | 昭和30年2月1日 丹後町 | 平成16年4月1日 京丹後市 | 京丹後市 |
| 宮村          | 宮村         | 明治9年 宮村        | 竹野村                     | 竹野村                       | 竹野村                     | 竹野村                         | 昭和30年2月1日 丹後町 | 平成16年4月1日 京丹後市 | 京丹後市 |
| 願興寺村      |              | 明治9年 宮村        | 竹野村                     | 竹野村                       | 竹野村                     | 竹野村                         | 昭和30年2月1日 丹後町 | 平成16年4月1日 京丹後市 | 京丹後市 |
| 平村          | 平村         | 明治20年 平村       | 上宇川村                   | 上宇川村                     | 上宇川村                   | 上宇川村                       | 昭和30年2月1日 丹後町 | 平成16年4月1日 京丹後市 | 京丹後市 |
| 井上村        |              | 明治20年 平村       | 上宇川村                   | 上宇川村                     | 上宇川村                   | 上宇川村                       | 昭和30年2月1日 丹後町 | 平成16年4月1日 京丹後市 | 京丹後市 |
| 中野村        | 中野村       | 中野村              | 上宇川村                   | 上宇川村                     | 上宇川村                   | 上宇川村                       | 昭和30年2月1日 丹後町 | 平成16年4月1日 京丹後市 | 京丹後市 |
| 遠下村        | 遠下村       | 遠下村              | 上宇川村                   | 上宇川村                     | 上宇川村                   | 上宇川村                       | 昭和30年2月1日 丹後町 | 平成16年4月1日 京丹後市 | 京丹後市 |
| 鞍内村        | 鞍内村       | 鞍内村              | 上宇川村                   | 上宇川村                     | 上宇川村                   | 上宇川村                       | 昭和30年2月1日 丹後町 | 平成16年4月1日 京丹後市 | 京丹後市 |
| 井谷村        | 井谷村       | 井谷村              | 上宇川村                   | 上宇川村                     | 上宇川村                   | 上宇川村                       | 昭和30年2月1日 丹後町 | 平成16年4月1日 京丹後市 | 京丹後市 |
| 三山村        | 三山村       | 三山村              | 上宇川村                   | 上宇川村                     | 上宇川村                   | 上宇川村                       | 昭和30年2月1日 丹後町 | 平成16年4月1日 京丹後市 | 京丹後市 |
| 竹久僧村      | 竹久僧村     | 竹久僧村            | 上宇川村                   | 上宇川村                     | 上宇川村                   | 上宇川村                       | 昭和30年2月1日 丹後町 | 平成16年4月1日 京丹後市 | 京丹後市 |
| 小脇村        | 小脇村       | 小脇村              | 上宇川村                   | 上宇川村                     | 上宇川村                   | 上宇川村                       | 昭和30年2月1日 丹後町 | 平成16年4月1日 京丹後市 | 京丹後市 |
| 畑村          | 畑村         | 畑村                | 上宇川村                   | 上宇川村                     | 上宇川村                   | 上宇川村                       | 昭和30年2月1日 丹後町 | 平成16年4月1日 京丹後市 | 京丹後市 |
| 上野村        | 上野村       | 明治9年 上野村      | 下宇川村                   | 下宇川村                     | 下宇川村                   | 下宇川村                       | 昭和30年2月1日 丹後町 | 平成16年4月1日 京丹後市 | 京丹後市 |
| 車野村        |              | 明治9年 上野村      | 下宇川村                   | 下宇川村                     | 下宇川村                   | 下宇川村                       | 昭和30年2月1日 丹後町 | 平成16年4月1日 京丹後市 | 京丹後市 |
| 中浜村        | 中浜村       | 中浜村              | 下宇川村                   | 下宇川村                     | 下宇川村                   | 下宇川村                       | 昭和30年2月1日 丹後町 | 平成16年4月1日 京丹後市 | 京丹後市 |
| 久僧村        | 久僧村       | 久僧村              | 下宇川村                   | 下宇川村                     | 下宇川村                   | 下宇川村                       | 昭和30年2月1日 丹後町 | 平成16年4月1日 京丹後市 | 京丹後市 |
| 谷内村        | 谷内村       | 谷内村              | 下宇川村                   | 下宇川村                     | 下宇川村                   | 下宇川村                       | 昭和30年2月1日 丹後町 | 平成16年4月1日 京丹後市 | 京丹後市 |
| 尾和村        | 尾和村       | 尾和村              | 下宇川村                   | 下宇川村                     | 下宇川村                   | 下宇川村                       | 昭和30年2月1日 丹後町 | 平成16年4月1日 京丹後市 | 京丹後市 |
| 上山村        | 上山村       | 上山村              | 下宇川村                   | 下宇川村                     | 下宇川村                   | 下宇川村                       | 昭和30年2月1日 丹後町 | 平成16年4月1日 京丹後市 | 京丹後市 |
| 袖志村        | 袖志村       | 袖志村              | 下宇川村                   | 下宇川村                     | 下宇川村                   | 下宇川村                       | 昭和30年2月1日 丹後町 | 平成16年4月1日 京丹後市 | 京丹後市 |

## 行政
歴代郡長
| 代 | 氏名 | 就任年月日                | 退任年月日                | 備考                   |
| -- | ---- | ------------------------- | ------------------------- | ---------------------- |
| 1  |      | 明治11年（1879年）4月10日 |                           |                        |
|    |      |                           | 大正15年（1926年）6月30日 | 郡役所廃止により、廃官 |